# Shahajuddin Tipu
Shahajuddin Tipu – banglijski piłkarz grający na pozycji napastnika w Abahani Limited Dhaka. Dwukrotny reprezentant Bangladeszu w latach 2005–2006.

## Kariera klubowa
Tipu od początku swojej kariery zawodowej występuje w stołecznym klubie Abahani Limited. Razem z tym zespołem zdobył wiele wyróżnień, m.in. był czterokrotnym mistrzem Bangladeszu. Z tym klubem występował również w wielu meczach z innymi klubami z Azji.

## Kariera reprezentacyjna
Dotychczas, Shahajuddin Tipu reprezentował Bangladesz w dwóch międzynarodowych spotkaniach, w których nie zdobył gola.